# Oxypetalum tucumanense
Oxypetalum tucumanense är en oleanderväxtart som först beskrevs av T.Mey., och fick sitt nu gällande namn av Goyder och Rapini. Oxypetalum tucumanense ingår i släktet Oxypetalum och familjen oleanderväxter. Inga underarter finns listade i Catalogue of Life.